# Филострат Младший
Филострат Младший (III век нашей эры) — древнегреческий оратор и философ-софист римской эпохи. Хронологически он был четвертым софистом в семье Филостратов, и поэтому также известен как Филострат IV. Он был внуком Филострата Старшего (по отцу) и Филострата Лемносского (по матери).
Написал вторую часть труда «Картины» («Εἰκόνες»; дословно: «Иконы»; англ.), представляющего собой описания выдающихся произведений античной живописи. Первая часть этого труда, написанная, по всей видимости,  Филостратом Лемносским, описывала 65 картин, каждую в соответствующей главе. Филострат Младший добавил ещё 17. Эта работа датируется периодом с 250 по 300 год нашей эры. Другие произведения Филострата Младшего неизвестны. 
Иногда Филострат Младший отождествляется с Филостратом — архонтом Афин в 255 году н.э. 

## Издания на русском языке
- Картины  / Филострат (старший и младший). Статуи / Каллистрат ; Прим., пер. и введ. С. П. Кондратьева. - [Москва] ; [Ленинград] : Изогиз, 1936 (Л. : тип. им. Ив. Федорова). - Переплет, 191 с., 2 вкл. л. крас. ил. : ил.
- Картины / Филострат (старший и младший). - Томск : Водолей, 1996. - 191 с. : ил.; 20 см
- Картины / Филострат (старший и младший). Статуи / Каллистрат. Характеры / Феофраст. Гетеры / А. И. Цепков. - Рязань : Александрия, 2009. - 414, [1] с. : ил.; 24 см. - (Античная историческая библиотека).; ISBN 5-94460-033-0